# Enfleda di Northumbria
Santa Enfleda di Northumbria, o Eanflæd (Regno di Deira, 19 aprile 626 – Whitby, 11 dicembre 704), fu badessa dell'Abbazia di Whitby, che guidò dopo la morte di sant'Ilda.
Nel confronto tra la Chiesa romana e il Cristianesimo celtico appoggiò le tesi di Roma nonostante la sua Abbazia fosse tradizionalmente vicina alle tesi dei monaci di Iona, fautori della Chiesa indigena d'Inghilterra. Principessa del regno di Northumbria, suo padre era Edwin di Deira, mentre sua madre, Æthelburg, era figlia del sovrano anglosassone Ethelbert del Kent.

## Biografia

### Nascita ed infanzia
Nata la notte successiva al giorno di Pasqua del 626, in quella stessa notte suo padre fu oggetto di un tentato assassinio da parte di un sicario inviato da Cwichelm del Wessex.
Sua madre, unica cristiana in una corte pagana, decise di farla battezzare, con il consenso di Edwin, il giorno di Pentecoste (8 giugno 626) dal suo cappellano personale, Paolino di York, insieme ad altri undici famigliari.
Secondo la testimonianza di Beda il Venerabile, Eanfled fu la prima del suo popolo a ricevere il sacramento del battesimo. Edwin, che era stato sollecitato dal vescovo san Paolino, aveva accettato che Enfleda venisse battezzata e aveva promesso di farsi cristiano, se fosse riuscito a sconfiggere Cwichhelm.
Edwin intraprese una campagna militare contro Cwichelm, che ebbe successo ed egli si convertì al cristianesimo nel 627.
Nel 633 il regno di Northumbria venne invaso da un esercito congiunto e guidato dal gallese Cadwallon ap Cadfan e dal sovrano di Mercia Penda. L'attacco aveva lo scopo di eliminare la minaccia rappresentata dal regno di Edwin, il quale venne ucciso nella battaglia di Hatfield Chase. Rimasta vedova e con una figlia di sette anni, la regina Æthelburg fuggì con alcuni membri della corte cercando rifugio nel vicino Kent, sotto la protezione dello zio Eadbald del Kent. Tuttavia, quando due anni dopo ascese al trono di Northumbria il principe Oswald di Northumbria, figlio dell'antico avversario del defunto Edwin, Ethelbert del Kent, la madre di Eanflæd, temendo il peggio, la inviò insieme ai suoi fratelli nel continente alla corte del re merovingio Dagoberto I, suo parente per parte della madre Berta del Kent.
Nel 642 Oswiu, re di Bernicia, capo della rivale famiglia di Nortumbria, inviò un prete di nome Utta nel Kent, che era governato dal cugino di Enfleda, Eorcenberht, per chiedere la mano di quest'ultima. Oswiu era già stato sposato ad una principessa inglese di nome Rieinmellt, ma era divenuto da poco re di Northumbria a seguito del decesso del fratello Oswald, nella battaglia di Maserfield. Il matrimonio con Enfleda gli avrebbe procurato l'aiuto del Kent e forse anche quello franco ed ognuno dei figli che Oswiu avrebbe eventualmente avuto da Enfelda, avrebbe potuto accampare forti diritti sull'intera Northumbria.

### Sposa e regina
Così Eanflæd fece ritorno in Northumbria all'età di diciassette anni per essere data in sposa al re Oswiu, fratello di Oswald.
Nel 644 Oswine, secondo cugino di Enfleda per parte di padre, governava a Deira. Nel 651 Oswine venne ucciso da un generale di Oswiu. Per espiare l'uccisione del parente della moglie, Oswiu fondò l'Abbazia di Gilling, ove venivano recitate preghiere per entrambi i monarchi.
Divenuta regina di Northumbria, Eanflæd divenne una figura molto influente nell'ambito della politica religiosa del regno, divenendo la principale sostenitrice della liturgia della Chiesa di Roma, nonostante il marito Oswiu e il resto della sua corte fossero vicini alle posizioni del Cristianesimo celtico propugnato dai monaci di Iona. Questa sua posizione, rigidamente allineata al cristianesimo romano può forse essere spiegata con il fatto che in questo modo Eanflæd cercò di continuare la tradizione iniziata da sua nonna materna prima e da sua madre poi, entrambe cristiane in una corte di diversa fede. Sebbene inizialmente questa coesistenza di diverse liturgie riuscisse a persistere con un relativo equilibrio, essa successivamente degenerò minando alle fondamenta il già precario equilibrio politico del regno di Oswiu, il quale, deciso a imporre una soluzione definitiva al problema, indisse nel 664 il Sinodo di Whitby, che si tenne nell'omonima Abbazia e che si risolse a favore del rito romano. In questa diatriba la regina Eanflæd appoggiò le posizioni filo-romane di San Vilfrido di York, che ebbe un ruolo determinante nella politica della Northumbria durante i regni di Aldfrith e Osred, ed altrove nella Britannia del VII secolo. contribuendo così al suo successo, e il papa Vitaliano, in segno di riconoscenza, le donò una croce d'oro.

### Vedova, badessa e santa
Alla morte di Oswiu nel 670, Eanflæd, con l'appoggio del suo protetto Vilfrido, entrò come monaca nel monastero dell'abbazia di Whitby, guidata da sant'Ilda di Whitby e nel quale si trovava già sua figlia, Ælfflæd. Divenuta badessa dell'Abbazia di Whitby, Eanflæd volle in seguito che i resti di suo marito Oswiu venissero traslati nell'Abbazia ed in seguito ad essi si aggiunsero quelli di suo padre Edwin.
Poco si sa sulle circostanze della sua morte, avvenuta durante il regno di suo figlio Alchfrith di Deira ed i suoi resti furono posti al fianco del marito dietro l'altare maggiore della chiesa dell'Abbazia di Whitby.
Enfleda venne sepolta a Whitby, così come fu per Edwin, Oswiu, Ilda, e successivamente Elfflæda.
Guglielmo di Malmesbury riteneva che le sue spoglie fossero state traslate nell'abbazia di Glastonbury, ove si diceva fosse esistito un monumento in sua memoria nel XII secolo.
Enfleda venne proclamata santa e la sua memoria liturgica fu stabilita successivamente nel giorno 24 novembre.

## Discendenza
Con differenti livelli di certezza, i figli che Enfleda diede ad Oswiu vengono identificati in 
Ecgfrith, Elfwine, Osthryth, ed Elfflæd. La complicata serie di matrimoni e legami di Oswiu rende tuttavia difficile l'identificazione della madre di ciascuno di questi.